# Michael John Harrison
Michael John Harrison, írói nevén M. John Harrison (Rugby, Worcestershire, Anglia, 1945. július 26. –) angol science fiction-író.

## Munkássága
Harrison fantasy-val indult a pályán, 1968 és 1975 között a New Worlds irodalmi szerkesztője. Egy időben aktív hegymászó is volt, ennek hatására írta meg Climbing című non-SF regényét 1989-ben, amivel hírnevet szerzett.
Science fiction írásaival, mint az első regényével, a The Committed Men (1971), mely egy poszt-apokaliptikus Angliában játszódik, a különös The Pastel City-vel vagy az 1975-ös The Centaury Device-szal ismertté tette a nevét az SF-en belül. Harrison azonban elég kevés sci-fi regényt írt ezt követően, inkább novellákat jelentetett meg.
Az igazi áttörést a 2002-es Fény (Light) hozta meg számára. A különös hangvételű, bizarr, több síkon játszódó regény kritikai elismerést hozott az idős szerzőnek, James Tiptree, Jr. Award-dal jutalmazták. A regény folytatása, a 2006-os Nova Swing pedig 2007-ben Arthur C. Clarke-díjat, 2008-ban pedig Philip K. Dick-díjat nyert.
Harrison gyakran közreműködött Michael Moorcock-kal és más szerzőkkel.
Egy képregény is köthető a nevéhez, a The Luck in the Head, ill. az In Viriconium című írásából készül német nyelvű képregény.

## Magyarul
- Fény; ford. Galamb Zoltán; Metropolis Media, Bp., 2008 (Galaktika fantasztikus könyvek)